# Maksimalisme
Maksimalisme er et begreb, der anvendes inden for de forskellige kunstarter, herunder litteratur, billedkunst, musik og design. Det bruges til at betegne en bevægelse eller trend, der går ud på at omfavne en mangfoldighed af faktorer. (Det kan også betyde modsætningen til opportunisme.)
Maksimalismen kan således opfattes som en stilart på linje med fx konceptkunst, ekspressionisme, surrealisme, realisme, naturalisme, impressionisme og minimalisme. Ofte betegnes maksimalismen som minimalismens modsætning.

## Maksimalisme generelt
Begrebet kan beskrive en kvalitet af overdreven redundans, ofte udstillet i form af en åbenlys akkumulering af kunstnerisk ’tilbehør’, der afspejler det nuværende samfund.
I andre referencer henviser udtrykket til enten de super riges praleri med omfattende besiddelser eller til en neurotisk indsamling af genstande, sådan som den kan findes i adfærden hos loppemarkedskunder, der akkumulerer umådelige mængder af almindelige husholdningsartikler uden at have brug for dem.

## Maksimalisme i visuel kunst
Den iransk-fødte, tysk-baserede kunstner og filmskaber Daryush Shokof hævder at have populariseret begrebet og konceptet i den visuelle kunsts verden. Som beskrevet i hans "Maximalist Manifesto" (1991) er maksimalistiske værker: 
1. figurative,
2. politisk bevidste med socialt kritiske synspunkter,
3. erotiske,
4. for det meste indeholdende ironiske og humoristiske perspektiver i konceptet eller i formen,
5. ikke skabt blot med henblik på at være i opposition til minimalistiske kunstværker,
6. åbne for store udsyn og visionære dimensioner, der kan være fantastiske, men ikke deformerede.

Kunsthistorikeren Gao Minglu forbinder maksimalisme i kinesisk billedkunst til den litterære definition (se nedenfor) ved at lægge vægt på
”den åndelige oplevelse af kunstneren i processen med skabelsen som en selvstændig fordybelse uden for og ud over selve kunstværket ... Disse kunstnere vil være mere opmærksomme på processen med skabelsen og usikkerheden om mening og ustabilitet i et værk. Betydning afspejles ikke direkte i et værk, fordi de mener, at det, der er i kunstnerens sind i det øjeblik, værket skabet, ikke nødvendigvis figurerer i hans arbejde.”
Som eksempler kan nævnes de kunstneriske arbejder af Cao Kai, Ding Yi, og Gu Dexin.
Maksimalismen inden for visuel kunst blev sat på begreb af Daryush Shokof i 1990 i Köln, Tyskland. Maksimalisme vis-a-vis kunsten er en ny måde at skabe kunst på. Mange fælles elementer kan genfindes i de kunstværker af kunstnere, der deltager i den maksimalistiske bevægelse.
Disse fælles elementer kan være det, der er for stort, det åbenlyst komplekse og ’prangende’, eller redundant overkill i funktioner og virkemidler, volumniøst i kvantitet og kvalitet og tendensen til at tilføje og akkumulere i overdreven grad.
Maksimalisme som stilart i den plastiske kunst siges at fremvise sin arbejdskrævende praksis og koncentrere sig om selve processen med skabelse, hvorimod den minimalistiske kunst bestræber sig på at skjule skabelsesprocessen ved at fremstå ubesværet og enkel. Maksimalistiske værker er generelt lyse, sanselige og visuelt rige.
Charlotte Rivers beskriver, hvordan
"maksimalisme fejrer rigdom og overskud i grafisk design"
karakteriseret ved dekoration, sensualitet, luksus og fantasi, eksemplificeret ved værkerne af illustratoren Kam Tang og kunstneren Julie Verhoeven. 
Jean Paul Gaultiers modedesign er også blevet kaldt maksimalistiske på grund af deres åbenlyse kompleksitet, voldsomme farvesammensætninger, pyntethed og svulstighed, deres optagethed af sadisme, kroppens bløddele, seksualitet, luksus og religion.

## Musikalsk maksimalisme
Moderne maksimalistisk musik er defineret af komponisten David A. Jaffe som den musik, der
"omfatter heterogenitet og giver mulighed for komplekse systemer af sammenstillinger og kollisioner, hvor alle udefrakommende påvirkninger ses som potentielt råmateriale".
Som eksempler kan nævnes musik af Edgard Varèse, Charles Ives, og Frank Zappa. I en anden forstand er Milton Babbitt blevet beskrevet som ’erklæret maksimalist’: hans mål er
"at gøre musik til så meget, som det kan være, i stedet for så lidt, som man kan slippe af sted med." 

## Litterær maksimalisme
Romanforfatter John Barth definerer litterære maksimalisme gennem den middelalderlige katolske kirkes modstilling af 'to ... veje til nåde'. Det forklarer en af den danske maksimalismes fortalere, Mathilde Walter Clark på denne måde:
"maksimalismen er ikke død af den grund, og den store fortælling, de store temaer, den alvidende fortæller, meget-hed - endda for meget-hed vil sikkert heller aldrig dø. Smagslove er som bekendt foranderlige og litteraturhistorien har i de sidste 100 år bølget frem og tilbage mellem værker præget af lidt-hed og meget-hed. De to strategier er i et berømt essay af den amerikanske forfatter John Barth, 'A Few Words About Minimalism', blevet sammenlignet med katolicismens to tilgange til frelse. På den ene side den asketiske via negativa, på den anden side en via affirmativa, livsomfavnelsen. I østens religioner går disse tilgange igen som henholdsvis ‘de lukkede øjnes vej’, tilbagetrækning til hulen eller skoven, afsondring, askese, og ‘de åbne øjnes vej’, orgiet, nedsænkning i livet, en forspisen sig." 
Kritikere har rammende lånt disse begreber til at karakterisere forskellen mellem Samuel Beckett og hans læremester James Joyce, som selv var maksimalist (undtagen i sine tidlige værker). 
Takayoshi Ishiwari uddyber Barths definition ved at inkludere en postmoderne tilgang til begrebet autenticitet. Således:
”Under denne etiket kommer forfattere som blandt andre Thomas Pynchon og Barth selv, hvis voluminøse bøger er i skærende kontrast til Barthelmes forholdsvis tynde romaner og novellesamlinger. Disse maksimalister bliver kaldt sådan, fordi de, i en tid af erkendelsesteoretisk usikkerhed og derfor velvidende, at de aldrig kan vide, hvad der er autentisk og uægte, forsøge at inkludere alt i deres fiktion, som tilhører denne tid, at tage disse autentiske og uægte ting, som de er, med al deres deres usikkerhed og inautenticitet inkluderet. Deres arbejde har til hensigt at indeholde et maksimum af denne tidsalder, med andre ord selv at være denne tid, og på grund af dette er deres romaner ofte encyklopædiske. Som Tom LeClair argumenterede for i The Art of Excess, har ophavsmændene til disse mesterværker selv indsamlet, repræsenteret og reformeret denne tidsalders udskejelser i fiktion, som overskrider de tidens litterære konventioner og behersker således tiden, fiktionens metoder og læseren.” 

### Særtræk ved maksimalistisk litteratur
Udtrykket maksimalisme er undertiden forbundet med postmoderne romaner, som de skrives af fx David Foster Wallace og Thomas Pynchon, hvor sidespring, referencer og udarbejdelse af detaljer indtager en stor del af teksten.
Litterær maksimalisme er ikke en organiseret bevægelse, men en strømning. Der er altså tale om nogle værker (særligt romaner), som fremviser en række fællestræk såsom udpræget kompleksitet i såvel fortælleform som indhold, udstrakt brug af digressioner, altså afstikkere fra den lige vej frem i fortællingen, rummelighed i den forstand, at der kan inddrages fremmedelementer som fx breve, manifester, lister, opskrifter og stream of consciousness.
Svimmelhed og fortabelse spiller ofte en stor rolle.
Maksimalister vil ofte betjene sig af utroværdige fortællere (gerne 1. persons fortællere), lange svimlende, lyriske forløb, talesprog, flerstemmighed, sproglig opløsning eller sproglig anarkisme, genreblanding (fx inddragelse af essayistik, kriminalistiske elementer eller elementer fra den gotiske gyser.
Maksimalisterne skriver ofte bramfrit om kroppens sekreter, om sex, alkohol- og narkotikamisbrug, vold, sygdom og forfald, og det er et gennemgående træk, at grotesk humor, sarkasme, parodi, desillusion og selvironi er indlejret i værkets tone.
Samtidig kan de inddrage udførlige referencer til andre kunstarter, nationens historie, filosofi, erkendelsesteori eller videnskab, men ofte vil rationaliteten blive gennemhullet af kroppens skrøbelighed eller virkelighedens myldrende kaos i de maksimalistiske romaner.
Mange af disse træk kan findes hos eksempelvis James Joyce, som i sit monumentale romanværk Ulysses fra 1922 minutiøst beskriver en enkelt dag i hovedpersonen, den helt ordinære annonceagent Leopold Blooms liv i Dublin, hvor han flakker om efter at have erfaret, at hans kone, Molly, er ham utro. Romanen følger Bloom og den vordende forfatter Stephen Dedalus, som han tilfældigt møder denne dag, den 16. juni 1904. Ulysses er fyldt med litterære henvisninger eksempelvis til græsk mytologi (Odysseus) og katolicisme, og hvert af de 18 kapitler er skrevet i sin specifikke litterære stil som indre monolog. Der er med andre ord ingen tilstræbt 'renhed' eller eksklusivitet i fremstillingsformen.
Også, hvad stoffet angår, er det et maksimalistisk værk. Alt skal med; alle små tildragelser, kroppens besværethed, seksualitetens skrøbelighed, strøtanker, sansninger og observationer, dialoger og, som noget dengang helt nyt, en lang passage af stream of consciousness. James Joyce karakteriseres derfor ofte som den eksemplariske maksimalist. Men for at give et indtryk af mangfoldigheden kan man også nævne fx Karen Blixen, Miguel de Cervantes, E. T. A. Hoffmann, Voltaire, Laurence Sterne, Fjodor Dostojevskij, Edgar Allan Poe, Hermann Hesse, Lawrence Durrell, Louis-Ferdinand Céline og Thomas Mann.
Når maksimalismen især viser sig i romangenren, og ofte i meget tykke romaner, som Takayoshi Ishiwari forklarer ovenfor, skyldes det, at denne form almindeligvis opfattes som mere rummelig, bedre i stand til at optage den moderne verdens kompleksitet, end lyrikken, novellen og dramatikken er. Der findes dog maksimalister inden for alle genrer.

#### Lyrik
Blandt utallige eksempler på maksimalistisk lyrik kan nævnes Walt Whitman:
"Ekspansionslyrik er et lyrisk udtryk, som tenderer mod at være ”altopslugende og
ekspanderende” (Kittang og Aarseth 1991 s. 232). Sådan lyrik kan være præget af
gentagelser og kataloglignende partier, generelt af en additiv og løs struktur.
Digteren har almindeligvis en ”eruptiv digterfantasi” (Kittang og Aarseth 1991 s. 235),
og digtene har noget kosmisk, totalomfattende og -opslugende ved sig.
Koncentrasionslyrik er præget af minimalisme, ekspansionslyrik af
maksimalisme.
Eksempler:
Walt Whitman: Leaves of Grass (1855)
Pablo Neruda: Den store sang (1950)
Ifølge Stephen Gill var amerikaneren Walt Whitman (i lighed med den engelske
romantiske poet William Wordsworth) en digter, som ”remoulded his greatest
work to make it commensurate with the grandeur of his own self-projection.” (Gill
1991 s. 106) Whitmans lange digt “Song of Myself” (1855; i Leaves of Grass) er
blevet kaldt en jublende bøn (”a jubilant prayer”) og en fejring af det nye
amerikanske menneske i en ”expansive, free-flowing style” (Ro 1997 s. 46 og 62).
Whitmans indstilling synes ”demokratisk” på livets vegne: Alle (alt) skal med."

## Maksimalisme som kunstnerisk bevægelse
Bevægelsens teoretiske fundament blev først formuleret af Daryush Shokof, sådan som han skrev det i sine onemanshow katalog over malerier på Galleria Verlato i Milano, Italien i 1990. Han ville
”bringe uligevægt i kaosset = balance = liv = maksimalisme”.
Shokof skrev et omfattende manifest med titlen Maksimalisme. Det blev offentliggjort i forskellige kataloger over hans onemanshows, samt i katalogerne over maksimalisternes gruppeshows i Europa og USA fra 1990 til 1993.
Denne tekst indledes, som citeret nedenfor, med yderligere formuleringer af Shokofs filosofiske tanker udledt af hans manifest, der fører til hans yekishim-ideologier senere i 1995.
”Maksimalisme tror på livet som det vigtigste fænomen, der optager menneskets tanker. Livet for en maksimalist er handlinger begået af enhver selvbevægelig skabning. Endvidere observerer en maksimalist skønhed eller det onde hos alle bevægelige skabninger, men forskriver sig ikke negativt til en tilstand af kaos i den forstand, at alle mulige bevægelser er ude af menneskets kontrol. Med andre ord, selvom vi ved, det er ikke menneskets afgørelse eller begær, der får verden til at dreje rundt, så er det dog lysten til livet, til positivt, konstruktivt og legende at fortsætte med at være.”